# ホセ・マリア・エミルト・デ・リマ
ホセ・マリア・エミルト・デ・リマ（José Maria Emirto de Lima, 1890年1月25日 - 1972年8月14日）は、キュラソー島生まれの音楽家。

## 略歴
1910年にバランキージャに渡り、以後、音楽教師、作曲家、音楽研究家として活動。1942年に発表した“Folklore Colombiano”は、コロンビア大衆音楽研究の古典として、複製メディアに記録されていない時代のコロンビア音楽を知る貴重な資料とされている。翌1943年にはバランキージャ・フィルハーモニー管弦楽団の設立に尽力した。